# Bédaule
La Bédaule est une  rivière du Sud-Ouest de la France, affluent du Bès sous-affluent de la Garonne par la Truyère et le Lot.

## Géographie
De 16,2 km de longueur, la Bédaule prend sa source dans le département de la Lozère, commune de La Fage-Montivernoux et se jette dans le Bès en rive droite sur la commune de Fournels, face à la commune d'Anterrieux, département du Cantal.

### Départements et communes traversées
- Lozère : Noalhac, Arzenc-d'Apcher, Fournels, La Fage-Montivernoux.
- Cantal : Anterrieux.

## Principaux affluents
- Ruisseau de Valanti : 3,4 km
- Ruisseau de Saint-Laurent : 4,9 km
- Ruisseau de la Drouzilleyre : 3,6 km
- Le Bernadel : 5,9 km